# Два рублі
Два рублі — монета з немагнітного мідно-нікелевого сплаву, що перебуває у обігу на теритрії РФ з 1997 року, а також номінал грошових знаків РРФСР, що випускалися у 1919 році.

## Історія
Уперше банкнота 2 рублі з'явилася у 1919 році. На цих розрахункових знаках уперше був зображений герб РРФСР. Виведені з обігу наступного року через гіперінфляцію і знецінення.
Після грошової реформи 1997 року у Росії були випущені монети 2 рубля з мідно-нікелевого сплаву , з 2009 монети виготовляються зі сталі з нікелевим покриттям.
Крім Росії, подібна банкнота випускалася у Латвії.

## Характеристики

### Банкноти
| Лицьова сторона | Зворотна сторона | Розміри (мм) | Лідируючий колір | Реверс              | Аверс                                | Водяний знак | Дата виходу |
| --------------- | ---------------- | ------------ | ---------------- | ------------------- | ------------------------------------ | ------------ | ----------- |
|                 |                  | 40×48        | Коричневий       | Номінал, герб РРФСР | Номінал цифрами і прописом, орнамент | Є            | 1919        |

## Характеристики монет
| Зображення | Діаметр | Товщина | Вага   | Реверс                      | Аверс                                                   | Матеріал                            | Дата випуску |
| ---------- | ------- | ------- | ------ | --------------------------- | ------------------------------------------------------- | ----------------------------------- | ------------ |
|            | 23.0 мм | 1.80 мм | 5.10 г | Номінал, рослинний орнамент | Двоглавий орел, напис, номінал прописом, рік карбування | Мідно-нікелевий сплав               | 1997         |
|            | 23.0 мм | 1.80 мм | 5.00 г | Номінал, рослинний орнамент | Двоглавий орел, напис, номінал прописом, рік карбування | Сталь з нікелевим гальванопокриттям | 2009         |

## Опис
На аверсі розташований двоглавий орел, над ним напис «Банк Росії», нижче над горизонтальною лінією, розділеною крапкою розташовано позначення номіналу прописом, під ним рік карбування. Орел тримає у лапах знак монетного двору. На реверсі розташована цифра-номінал монети, унизу уздовж канта у правій частині диску - стилізований рослинний орнамент у вигляді переплетених стебел.